# راشحة حاملة الأغشية
راشحة حاملة الأغشية (الاسم العلمي:Percolomonas membranifera) هي نوع من اللجفاوات تتبع جنس الراشحة من فصيلة .